# Poney tibétain
Le  poney tibétain est la race de poneys du Tibet. Très répandu, il est source d'orgueil et de prestige pour son propriétaire.

## Terminologie
L'auteur autrichien Martin Haller cite le nom « Nanfan » comme étant un équivalent pour désigner le « poney du Tibet », et le décrit comme un « poney chinois-mongol », proche du Spiti et du Bhotia.

## Histoire
Ce petit cheval robuste est élevé par les Tibétains, historiquement dans les lamaseries. Il descend de races anciennes, partiellement du poney mongol et de poneys chinois, bien qu'il ait été élevé sans croisement pendant des siècles. Ces poneys sont bien considérés par les populations locales, ils ont été traditionnellement utilisés à la fois par les riches tibétains et les paysans, de même que par les dalaï-lamas. 
Ces poneys ont été envoyés comme cadeaux aux Empereurs chinois, surtout pendant les dynasties Ming et Tang. 
La race est officiellement reconnue en 1980.

## Description

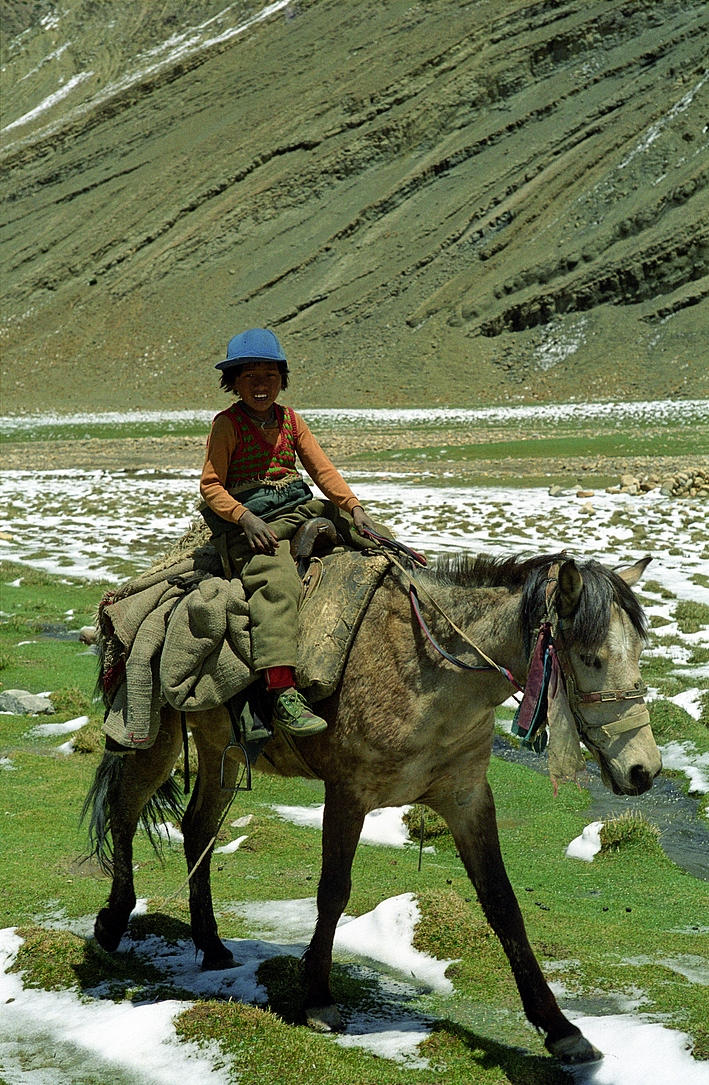
Poney tibétain monté par un enfant.

Bonnie Lou Hendricks (université de l'Oklahoma) lui attribue une taille moyenne de 1,22  à   1,24 m. Il est généralement plus petit que le cheval mongol, mais plus grand que les poneys d'Asie du Sud-Est. Il ressemble beaucoup au Bhotia.
La tête est petite et de profil rectiligne, d'aspect commun. Ce poney présente d'ordinaire une ligne de mâchoire prononcée, de petites oreilles et de petits yeux. L'encolure est musculeuse et relativement courte. La poitrine est profonde, l'épaule est droite. Le corps est compact, notamment au niveau de tronc. Ces poneys ont l'arrière-train puissant, et les jambes courtes et fortes avec les bonnes articulations. 
Les sabots sont durs.

### Robe
Ces chevaux sont d'ordinaire bais ou gris, mais leur robe peut être de toute couleur de base unie.
La robe est souvent bai dun, avec une rayure dorsale.

### Tempérament et allures
Il est bien adapté à la vie sur les hauts-plateaux du Tibet, et résiste aux altitudes élevées. Il dispose aussi d'une très grande endurance. Son tempérament est volontaire.
D'après Haller, certains sujets sont capables d'ambler.

## Utilisations

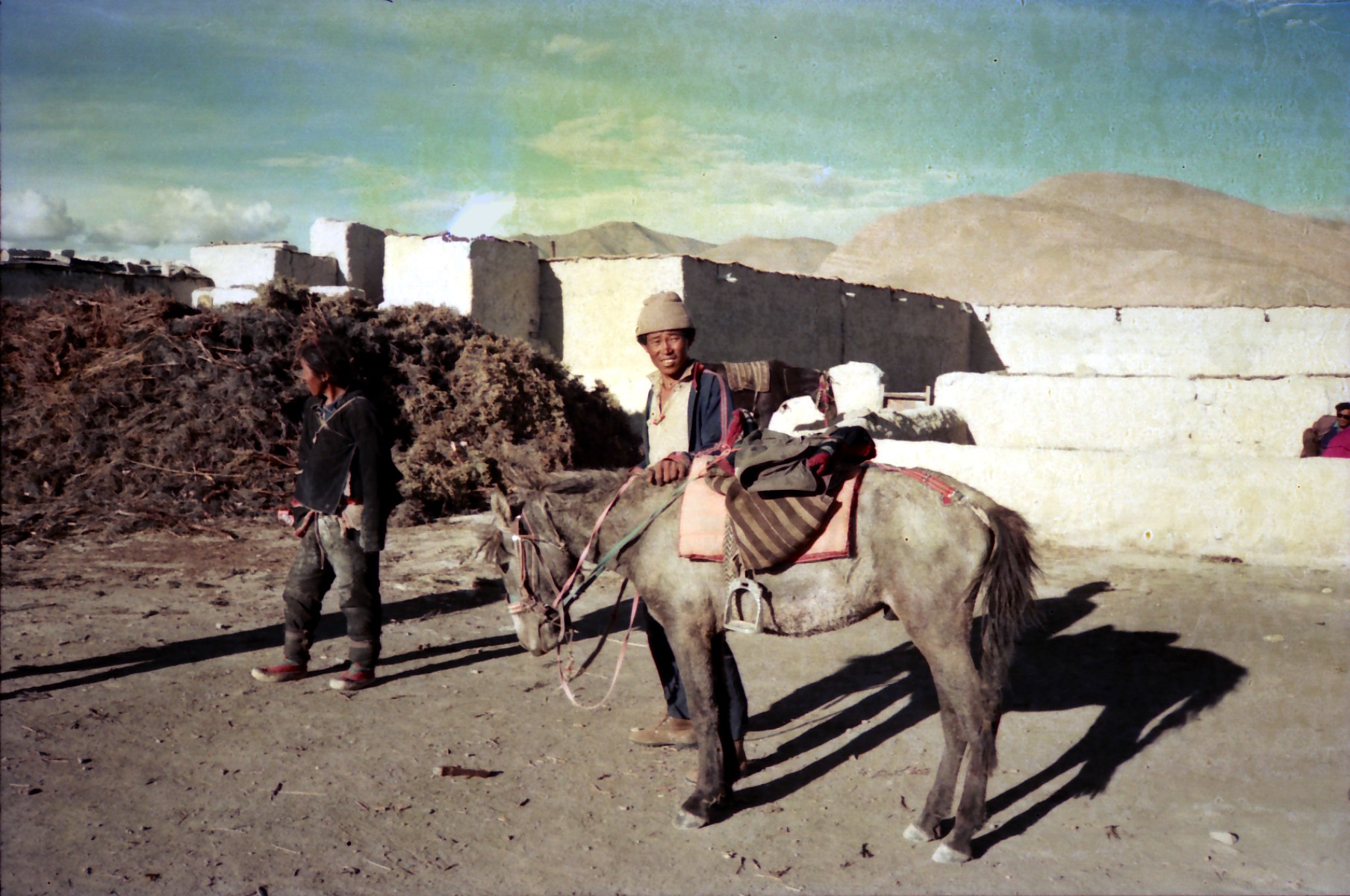
Poney tibétain devant le dzong de Tingri

Ils sont surtout utilisés comme de petits animaux de traits, ainsi que pour le transport de marchandises et les voyages. Le poney tibétain est avant tout un animal de travail, source de prestige et d'orgueil pour son propriétaire, il peut être monté, permet de transporter des charges et de dépiquer le grain. Au Tibet, sa valeur est beaucoup plus élevée que celle d'un Yak. 

## Diffusion de l'élevage
La race est commune. Elle est essentiellement localisée sur le plateau du Qinghai. 

## Dans la culture
Ce poney est le héros du livre Phari: The Adventures of a Tibetan Pony, paru en 1936.